# Vittofsad flaggkolibri
Vittofsad flaggkolibri (Ocreatus underwoodii) är en fågel i familjen kolibrier.

## Utbredning och systematik
Vittofsad flaggkolibri delas in i fem underarter med följande utbredning:
- O. u. underwoodii – östra Colombia
- O. u. polystictus – norra Venezuela
- O. u. discifer – nordöstra Colombia och nordvästra Venezuela
- O. u. incommodus – västra och centrala Colombia
- O. u. melanantherus – centrala och västra Ecuador

Tidigare behandlades peruflaggkolibri (O. peruanus) och boliviaflaggkolibri (O. addae) som en del av underwoodii ( då med det svenska trivialnamnet flaggkolibri) och vissa, som IUCN, gör det fortfarande.

## Status
IUCN kategoriserar arten som livskraftig, men inkluderar även O. peruanus och O. addae i bedömningen.